# The Nylon Curtain Tour
Die The Nylon Curtain war eine Konzerttournee des US-amerikanischen Singer-Songwriters Billy Joel, die zur Unterstützung seines 1982 veröffentlichten und namensgebenden Studioalbums The Nylon Curtain diente.

## Hintergrund
Billy Joel startete seine Nylon Curtain Tour am 24. Oktober 1982 in Salt Lake City und beendete sie am 31. Dezember des gleichen Jahres in seiner Heimatstadt New York City. Die Tournee umfasste 35 ausschließlich in Nordamerika gegebene Konzerte. Joel hielt seine Tour bewusst sehr kurz, da er sich kurz zuvor von seiner damaligen Ehefrau Elizabeth Weber scheiden ließ, die gleichzeitig auch als dessen Managerin arbeitete, und sich zudem gerade von einem schweren Motorradunfall erholt hatte.
Es war Billy Joels erste Tour nach dem Ausscheiden seines langjährigen Keyboarders und Saxophonisten Richie Cannata. Er wurde durch Mark Rivera, der bis heute (Stand: 2025) immer noch mit Joel auftritt und David LeBolt, der bis zum Ende der The Bridge Tour 1987 in Joels Liveband blieb, ersetzt.

## Liveaufnahmen
Das Konzert am 29. Dezember 1982 in Uniondale (New York) wurde gefilmt und im darauffolgenden Jahr als TV-Special unter dem Titel Live from Long Island bei HBO ausgestrahlt. 1983 erschien dieser Mitschnitt auf VHS. Eine Wiederveröffentlichung auf DVD und Blu-ray ist bis heute offiziell nicht erfolgt.

## Setlist

### Beispiel-Setlist
- Intro (Chain Gang)
- Allentown
- My Life
- Prelude/Angry Young Man
- Piano Man
- Don’t Ask Me Why
- The Stranger
- Scandinavian Skies
- Movin’ Out (Anthony’s Song)
- She’s Always a Woman
- Pressure
- Scenes from an Italian Restaurant
- Just The Way You Are
- Goodnight Saigon
- Stiletto
- Until the Night
- It’s Still Rock and Roll to Me
- Sometimes a Fantasy
- Big Shot
- You May Be Right
- Only the Good Die Young
- Souvenir

## Tourdaten
| Nr. | Datum             | Stadt           | Land               | Veranstaltungsort                 |
| --- | ----------------- | --------------- | ------------------ | --------------------------------- |
| 1   | 24. Oktober 1982  | Salt Lake City  | Vereinigte Staaten | Salt Palace                       |
| 2   | 26. Oktober 1982  | Tempe           | Vereinigte Staaten | ASU Activity Center               |
| 3   | 28. Oktober 1982  | Denver          | Vereinigte Staaten | McNichols Sports Arena            |
| 4   | 30. Oktober 1982  | Kansas City     | Vereinigte Staaten | Kemper Arena                      |
| 5   | 1. November 1982  | St. Paul        | Vereinigte Staaten | Civic Center                      |
| 6   | 3. November 1982  | St. Louis       | Vereinigte Staaten | Checkerdome                       |
| 7   | 4. November 1982  | Rosemont        | Vereinigte Staaten | Rosemont Horizon                  |
| 8   | 6. November 1982  | Cincinnati      | Vereinigte Staaten | Riverfront Coliseum               |
| 9   | 7. November 1982  | Richfield       | Vereinigte Staaten | Coliseum                          |
| 10  | 9. November 1982  | Toronto         | Kanada             | Maple Leaf Gardens                |
| 11  | 10. November 1982 | Detroit         | Vereinigte Staaten | Joe Louis Arena                   |
| 12  | 11. November 1982 | Pittsburgh      | Vereinigte Staaten | Civic Arena                       |
| 13  | 13. November 1982 | Buffalo         | Vereinigte Staaten | Memorial Auditorium               |
| 14  | 15. November 1982 | Landover        | Vereinigte Staaten | Capital Center                    |
| 15  | 17. November 1982 | Worcester       | Vereinigte Staaten | Centrum Center                    |
| 16  | 19. November 1982 | Hartford        | Vereinigte Staaten | Civic Center                      |
| 17  | 20. November 1982 | Philadelphia    | Vereinigte Staaten | Spectrum                          |
| 18  | 22. November 1982 | Greensboro      | Vereinigte Staaten | Coliseum                          |
| 19  | 24. November 1982 | Atlanta         | Vereinigte Staaten | The Omni                          |
| 20  | 25. November 1982 | St. Petersburg  | Vereinigte Staaten | Bayfront Center                   |
| 21  | 27. November 1982 | Hollywood       | Vereinigte Staaten | Sportatorium                      |
| 22  | 28. November 1982 | Jacksonville    | Vereinigte Staaten | Veterans Memorial Coliseum        |
| 23  | 30. November 1982 | Memphis         | Vereinigte Staaten | Mid-South Coliseum                |
| 24  | 2. Dezember 1982  | Austin          | Vereinigte Staaten | Frank Erwin Center                |
| 25  | 3. Dezember 1982  | Dallas          | Vereinigte Staaten | Reunion Arena                     |
| 26  | 5. Dezember 1982  | Houston         | Vereinigte Staaten | The Summit                        |
| 27  | 9. Dezember 1982  | Portland        | Vereinigte Staaten | Memorial Coliseum                 |
| 28  | 12. Dezember 1982 | Oakland         | Vereinigte Staaten | Coliseum Arena                    |
| 29  | 14. Dezember 1982 | Inglewood       | Vereinigte Staaten | The Forum                         |
| 30  | 17. Dezember 1982 | Vancouver       | Kanada             | Pacific Coliseum                  |
| 31  | 20. Dezember 1982 | Edmonton        | Kanada             | Northlands Coliseum               |
| 32  | 26. Dezember 1982 | East Rutherford | Vereinigte Staaten | Brendan Byrne Arena               |
| 33  | 27. Dezember 1982 | Bethlehem       | Vereinigte Staaten | Stabler Arena                     |
| 34  | 29. Dezember 1982 | Uniondale       | Vereinigte Staaten | Nassau Veterans Memorial Coliseum |
| 35  | 31. Dezember 1982 | New York City   | Vereinigte Staaten | Madison Square Garden             |

## Band
- Billy Joel: Gesang, Klavier, Keyboards, Mundharmonika
- Mark Rivera: Saxophon, Flöte, Klarinette, Percussion, Keyboards, Gitarre, Hintergrundgesang
- Doug Stegmeyer: Bass, Hintergrundgesang
- David Brown: Gitarre, Hintergrundgesang
- Russell Javors: Gitarre, Hintergrundgesang
- David Lebolt: Keyboards
- Liberty DeVitto: Schlagzeug, Percussion